# Dinastia hecatòmnida
Hecatòmnides o dinastia hecatòmnida era una dinastia de sàtrapes de Cària que va governar el país al segle iv aC.
Els caris van pertànyer al regne de Lídia i després de la conquesta persa del regne van ser subjectes de l'Imperi de Cir II el Gran. Darios I el Gran va incloure el país a la primera satrapia amb Lícia i altres. El 499 aC van participar en la revolta de Jònia i van resistir al perses. Després de la conquesta de Milet per Pèrsia el 494 aC les ciutats càries es van sotmetre.
Els perses van establir un govern dirigit per un sàtrapa i un sub sàtrapa que de fet van esdevenir independents. Cap a l'any 395 aC va ser nomenat sàtrapa Hecatompos (o Hecatomnos), un governant local, que va donar nom a la dinastia que durant el segle iv aC havia de regir Cària. Artaxerxes II de Pèrsia va estar en guerra contra els cadusis i els egipcis i això va afavorir l'autonomia cària i Hecatompos va començar a actuar com a sobirà independent. Dominava Milet en el marc del seu govern, el que li donava un cert poder i accés a la cultura grega; encara que fascinat per l'hel·lenisme, es va mantenir lleial a Pèrsia
El 377 aC a la mort d'Hecatomnos, el va succeir el seu fill Mausol. En aquell moment els perses lliuraven l'anomenada guerra cadúsia i estaven també en guerra a Egipte. Mausol va romandre lleial i va combatre a Ariobarzanes de Dascilios, el sàtrapa rebel de la Frígia Hel·lespòntica (vers 365 aC), però després de la guerra, el 363 aC, va participar en la revolta general dels sàtrapes de l'Àsia Menor (Mausol, Orontes, Autofradates de Lídia, i Datames, aliats a Nectabeu I d'Egipte). Tot i la derrota dels rebels, Mausol va saber conservar Cària, però va haver de permetre la instal·lació d'una guarnició persa a Halicarnàs, on havia establert la seva nova capital. Mausol, tot i respectar els déus perses i grecs, conservà la religió nacional dels caris com abans havia fet el seu pare.
El 357 aC va ajudar els aliats d'Atenes revoltats, com Quios, Cos,  Rodes i Bizanci, que es van convertir en els seus aliats. Les ciutats gregues de Cària també disposaven d'una completa autonomia.
Mausol estava casat amb la seva germana (segurament germanastra) Artemísia II, que a la seva mort el va succeir i va regnar dos anys. Va fer construir el Mausoleu d'Halicarnàs que es va acabar després de la seva mort l'any 351 aC. El tron va passar al seu germà Idrieu, casat igualment amb una germana (germanastra ben segur) de nom Ada de Cària. Idrieu va morir el 344 aC i la seva dona Ada el va succeir, però el seu germà Pixòdar la va enderrocar circa el 341 aC. Ada es va mantenir a Alinda i alguna altra ciutat.
Pixòdar va morir el 335 aC i el va succeir el seu gendre, un noble persa de nom Orontobates, casat amb la seva filla. Durant el seu regnat, el rei Artaxerxes III de Pèrsia havia dominat Egipte i podia limitar l'autonomia de Cària, cosa que finalment va passar el 335 aC.
L'any 334 aC Alexandre el Gran va conquerir Cària. Ada li va oferir una aliança i Alexandre la va reconèixer com a sàtrapa i li va retornar el govern (potser l'any 333 aC) que va conservar fins a la seva mort el 326 aC. Amb Ada va acabar la dinastia.
L'any 323 aC Cària va ser donada a Asandre, un dels generals macedonis, segons diuen Diodor de Sicília i Foci.